# The SOUNDTRACK of my LIFE 馮允謙演唱會2024
《The SOUNDTRACK of my LIFE 馮允謙演唱會2024 》是香港男歌手馮允謙的第三個個人演唱會，亦是其再次次於紅磡香港體育館舉辦大型演唱會。

## 演出製作
馮允謙於2024年7月底宣布於2024年10月踏上紅磡香港體育館舉辦大型演唱會，並表示以音樂人生比喻電影配樂為主題。馮允謙個唱於2024年8月6日在城市售票網公開發售，價格為港幣$1080、$680、$400，並於同日火速售罄。
2025年3月18日，馮允謙宣布將會在同年5月31日在澳門倫敦人綜藝館再次舉辦此演唱會，詳情有待公佈。

## 場次
| 日期           | 國家／地區 | 城市 | 場館           | 備註         |
| -------------- | ---------- | ---- | -------------- | ------------ |
| 2024年10月9日  | 香港       | 香港 | 紅磡香港體育館 | 嘉賓：邱彥筒 |
| 2024年10月10日 | 香港       | 香港 | 紅磡香港體育館 | 嘉賓：衞蘭   |
| 2024年10月11日 | 香港       | 香港 | 紅磡香港體育館 | 嘉賓：陳卓賢 |
| 2025年5月31日  | 澳門       | 澳門 | 倫敦人綜藝館   |              |

## 曲目
1. 尋找隱世巨聲 

2. A New Day 

3. 入場人士注意 

4. 聲音導航 

5. 報復式浪漫 

6. Feeling Good（原唱:Michael Bublé） 

7. Me and the Moon 

8. Life is the answer 

9. 無理取樂 

10. Dance Medley: 因愛之罪名 + Blinding Lights（原唱:The Weeknd） + Full Moon Party + Seven（原唱:Jung Kook）  

11. Preciously Mine 

12. 冬日寂寞考 

13. 思念即地獄 

14. 在愛面前投降 

15. JAY FUNG儀態訓練學院 

16. 約齊靈魂在墳墓開生日派對（原唱:柳應廷） 

17. 開始倒數 

18. 地球來的人 

19. 山旮旯 

20. All that I want（和邱彥筒合唱） 

21. 收到收到 

22. 愛斯基摩人之吻 

23. 給你幸福 所以幸福 

24. 會再見的 

Encore 

25. Freakin' Nightmare 

26. 遠在眼前 

27. 一步一悔過 

28. 給缺席的人唱首歌 

29. 在最好的時間做最好的你 

1. 尋找隱世巨聲 

2. A New Day 

3. 入場人士注意 

4. 聲音導航 

5. 報復式浪漫 

6. Feeling Good（原唱:Michael Bublé） 

7. Me and the Moon 

8. Life is the answer 

9. 無理取樂 

10. Dance Medley: 因愛之罪名 + Blinding Lights（原唱:The Weeknd） + Full Moon Party + Seven（原唱:Jung Kook）  

11. Human Nature（原唱:Michael Jackson） 

12. Preciously Mine 

13. 冬日寂寞考 

14. 思念即地獄 

15. 在愛面前投降 

16. JAY FUNG儀態訓練學院 

17. 約齊靈魂在墳墓開生日派對（原唱:柳應廷） 

18. 開始倒數 

19. 地球來的人 

20. 山旮旯 

21. All that I want 

22. 收到收到 

23. 愛斯基摩人之吻 

24. 給你幸福 所以幸福 

25. 會再見的 

Encore 1 

26. Freakin' Nightmare 

27. Like I'm Gonna Lose You（和衞蘭合唱，原唱:Meghan Trainor） 

28. 生不逢時 

29. 遠在眼前 

30. 給缺席的人唱首歌 

31. 在最好的時間做最好的你 

Encore 2 

32. 一步一悔過 

1. 尋找隱世巨聲 

2. A New Day 

3. 入場人士注意 

4. 聲音導航 

5. 報復式浪漫 

6. Feeling Good（原唱:Michael Bublé） 

7. Me and the Moon 

8. Life is the answer 

9. 無理取樂 

10. Dance Medley: 因愛之罪名 + Blinding Lights（原唱:The Weeknd） + Full Moon Party + Seven（原唱:Jung Kook）  

11. Preciously Mine 

12. 冬日寂寞考 

13. 思念即地獄 

14. 在愛面前投降 

15. DWBF（和陳卓賢合唱） 

16. 地球上的最後一朵花（陳卓賢獨唱） 

17. JAY FUNG儀態訓練學院 

18. 約齊靈魂在墳墓開生日派對（原唱:柳應廷） 

19. 開始倒數 

20. 地球來的人 

21. 山旮旯 

22. All that I want 

23. 收到收到 

24. 愛斯基摩人之吻 

25. 給你幸福 所以幸福 

26. 會再見的 

Encore 1 

27. Freakin' Nightmare 

28. 遠在眼前 

29. 一步一悔過 

30. 給缺席的人唱首歌 

31. 在最好的時間做最好的你 

Encore 2 

32. 我好想你 

33. 生不逢時 

1. 尋找隱世巨聲 

2. A New Day 

3. 入場人士注意 

4. 聲音導航 

5. 報復式浪漫 

6. Feeling Good（原唱:Michael Bublé） 

7. Me and the Moon 

8. Life is the answer 

9. 無理取樂 

10. Dance Medley: 因愛之罪名 + Blinding Lights（原唱:The Weeknd） + Full Moon Party + Seven（原唱:Jung Kook）  

11. Preciously Mine 

12. 冬日寂寞考 

13. 思念即地獄 

14. 在愛面前投降 

15. JAY FUNG儀態訓練學院 

16. 開始倒數 

17. 地球來的人 

18. 山旮旯 

19. All that I want 

20. 愛斯基摩人之吻 

21. 給你幸福 所以幸福 

22. 會再見的 

Encore  

23. Freakin' Nightmare 

24. 給缺席的人唱首歌 

25. 遠在眼前 

26. 然之後 

27. 在最好的時間做最好的你 